# Disco ottico

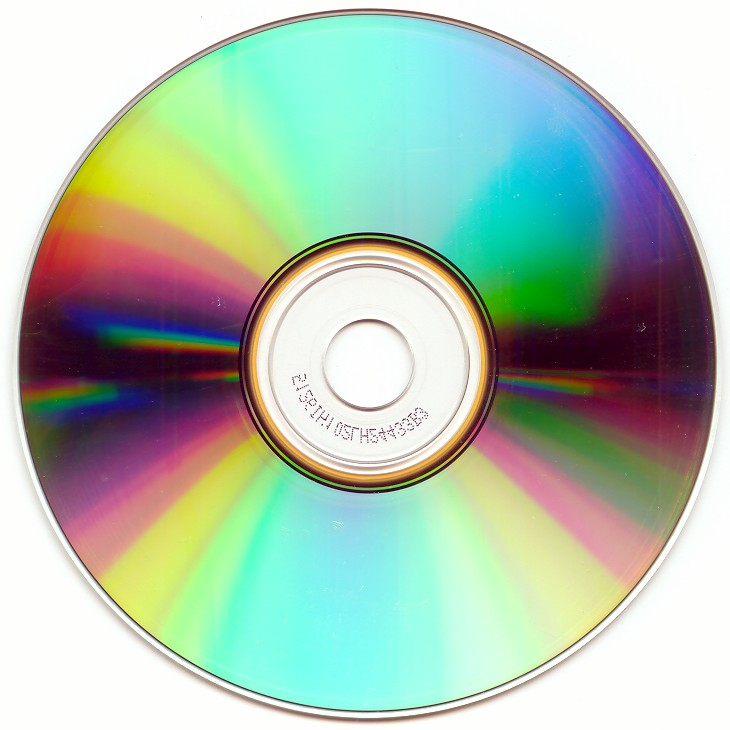
La superficie inferiore di un compact disc da 12 cm (CD-R), che mostra la caratteristica iridescenza.

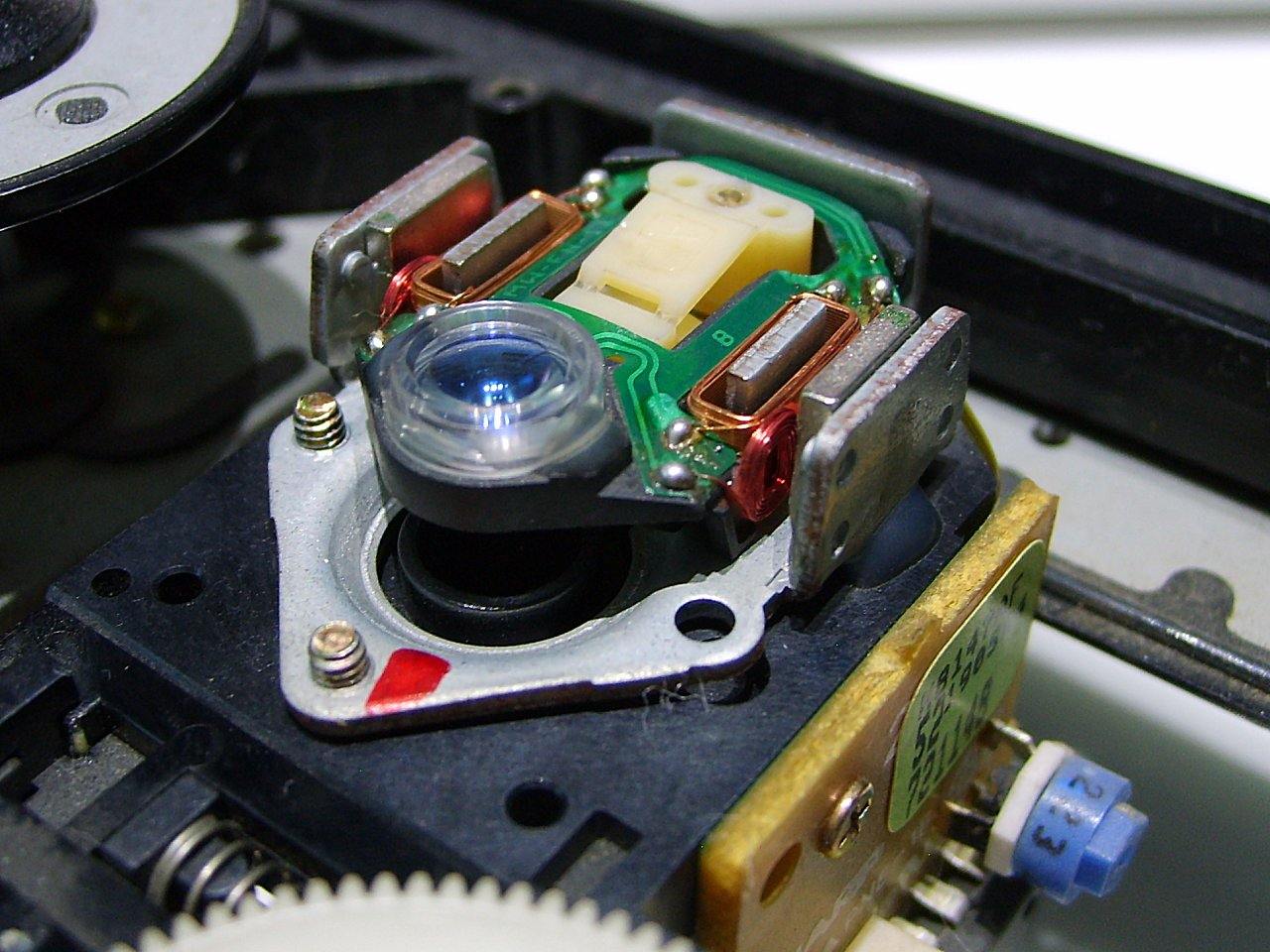
La lente di lettura di un riproduttore CD

Il disco ottico è un tipo di supporto di memoria costituito da un disco piatto e sottile in genere di policarbonato trasparente contenente all'interno un sottile foglio metallico, in genere di alluminio, su cui vengono registrate e poi lette le informazioni tramite un raggio laser.

## Storia
David Paul Gregg sviluppò un disco ottico analogico per registrare i video e lo brevettò nel 1961 e nel 1969 (brevetto US 3430966). Il brevetto US 4,893,297, fu archiviato nel 1968 e pubblicato nel 1990, così potrà essere una sorgente di royalty per il DVA della Pioneer fino al 2007. La società di Gregg, Gauss Electrophysics, fu acquisita assieme ai brevetti di Gregg dalla MCA nei primi anni 1960.
Parallelamente, e probabilmente ispirato dagli sviluppi in USA, un piccolo gruppo di fisici iniziarono nel 1969 una serie di esperimenti su videodischi ottici nel centro di ricerca della Philips in Eindhoven, Paesi Bassi. Nel 1975, la Philips e la MCA decisero di unire le forze. Nel 1977, molto più tardi, nacque il tanto atteso LaserDisc. La MCA distribuì i dischi e la Philips i riproduttori. La Pioneer ebbe successo con il videodisco fino all'avvento dei DVD.
La Philips e la Sony formarono un consorzio nel 1979 per lo sviluppo di un disco audio digitale, che portò all'introduzione del compact disc nel 1982.
Dal 2024 partirà la produzione di dischi ottici dal costo di 5 euro/TB, con l'obbiettivo di 1 euro, e che usano l'80% in meno di energia dei dischi rigidi tradizionali.

## Caratteristiche

Confronto fra diversi supporti ottici

L'informazione su un disco ottico è memorizzata sequenzialmente in una traccia continua a spirale, dalla traccia più interna a quella più esterna. I dischi ottici sono particolarmente resistenti agli agenti atmosferici e hanno una grande capacità di memorizzazione. L'informazione ed i dati vengono letti a seconda dell'angolo che occupa.

## Tipologia
Esistono diversi tipi di disco ottico:
- CD
- DVD
- DualDisc
- HD DVD
- Blu-ray Disc
- Ultra HD Blu-ray
- Digital Multilayer Disk
- Enhanced Versatile Disc
- Fluorescent Multilayer Disc
- Holographic Versatile Disc
- Mini DVD
- LaserDisc
- GD-ROM
- Nintendo Optical Disc
- Universal Media Disc
- Versatile Multilayer Disc